# Ciparungsari
Ciparungsari is een bestuurslaag in het regentschap Purwakarta van de provincie West-Java, Indonesië. Ciparungsari telt 3085 inwoners (volkstelling 2010).